# Ácratas (grupo)
Ácratas, también conocida como los Antícratas, fue un pequeño grupo de protesta estudiantil formado en la Universidad Complutense de Madrid, España, en 1967. Uno de sus integrantes fue Fernando Savater. Ácratas, tenía la influencia de los nuevos movimientos estudiantiles del extranjero, era anarquista y no marxista en el carácter con alguna influencia situacionista, en contra del autoritarismo político y social, y por la afirmación de su derecho a divertirse ridiculizando al poder político.